# 李樹榮 (籃球運動員)
李樹榮（Lee Shu Wing，1988年8月7日—），生於香港，香港籃球運動員，司職控球後衛，現時擔任香港甲一籃球聯賽球隊東方的行政經理。

## 球員生涯
2017年9月，李樹榮獲前隊友香振強邀請，加盟香港首支職業籃球隊東方，並於2018年1月6日對旭暉的籃總盃分組賽首度代表球隊上陣。
2018年球季，他獲東方外借到甲二球隊建龍。
2018/19年ABL球季，他擔任東方的籃球部行政經理。

## 外部連結
- 李樹榮在Eurobasket.com（球員）（英语）
- 李樹榮在RealGM（英语）